# بیل کلی ری (بازیکن فوتبال، زاده ۱۹۳۱)
بیل کلی ری (انگلیسی: Bill Cleary; ۲۰ آوریل ۱۹۳۱ – ۱۲ مارس ۱۹۹۱) بازیکن فوتبال اهل بریتانیا بود.
از باشگاه‌هایی که در آن بازی کرده‌است می‌توان به باشگاه فوتبال نوریچ سیتی، باشگاه فوتبال ویسبچ، باشگاه فوتبال پورت ویل، و باشگاه فوتبال بوستون یونایتد اشاره کرد.